# Struszia onoae
Struszia onoae (лат.) — вид трилобитов рода Struszia из отряда Phacopida, живших во времена силурийского периода (Wenlock — Ludlow Epoch, Cape Phillips Formation, около 430 млн лет; острова Бейлли-Гамильтон и Корнуоллис, Канадский Арктический архипелаг, Нунавут, Канада). Назван в честь японской художницы и певицы Йоко Оно, вдовы Джона Леннона из группы The Beatles.

## Описание
Глабель слегка выпуклая, приподнята над щёчной областью и глазом, умеренно сильной поперечной выпуклости. Есть четыре крепких адаксиальных неподвижных выступа I; ii-O всегда присутствует; сильный поперечный ряд бугорков на LO и заднем краниальном крае; L1 очень короткий, низкий; короткий щёчный шип сохраняется у крупных особей; соединительный шов со значительной поперечной протяжённостью и ростральная пластинка относительно широкая; либригена с двумя выступающими бугорками на переднебрюшном крае под прекранидиальной долей около соединительного шва; глаза маленькие; либригенальное поле узкое спереди, с двумя почти сросшимися или одним полевым бугорком; гипостом с широкими ринхосами, простирающимися вперёд немного за передний край; пигидий широкий; плевральные кольца только со слабыми поперечными рядами бугорков; межкольцевые борозды короткие; боковые края пигидия отчётливо дугообразные и латерально выпуклые при виде с вентральной стороны; крупные, воспалённые фигидиальные сагиттальные бугорки; 10 или более, обычно 11 осевых колец; 92-102 плевральных колец. Ростральная пластина умеренно широкая, субтрапециальная, с несколькими бугорками; соединительные швы расходятся к передней борозде, субпараллельные вентрально; передняя борозда неглубокая на либригене и ростральной пластине.

## Классификация
Вид впервые описали в 1997 году палеонтологи Джонатан Эдрэн (Музей естественной истории, Лондон, Великобритания) и Грегори Эджкомб (Австралийский музей, Сидней, Австралия) в составе номинативного подрода Struszia s.str. рода Struszia семейства †Encrinuridae из отряда факопиды.